# Frogn
Frogn is een gemeente in de Noorse provincie Akershus. De gemeente telde 15.743 inwoners in januari 2017. Hoofdplaats van de gemeente is Drøbak. Tot de gemeente hoort ook het eiland Håøya in de Oslofjord.

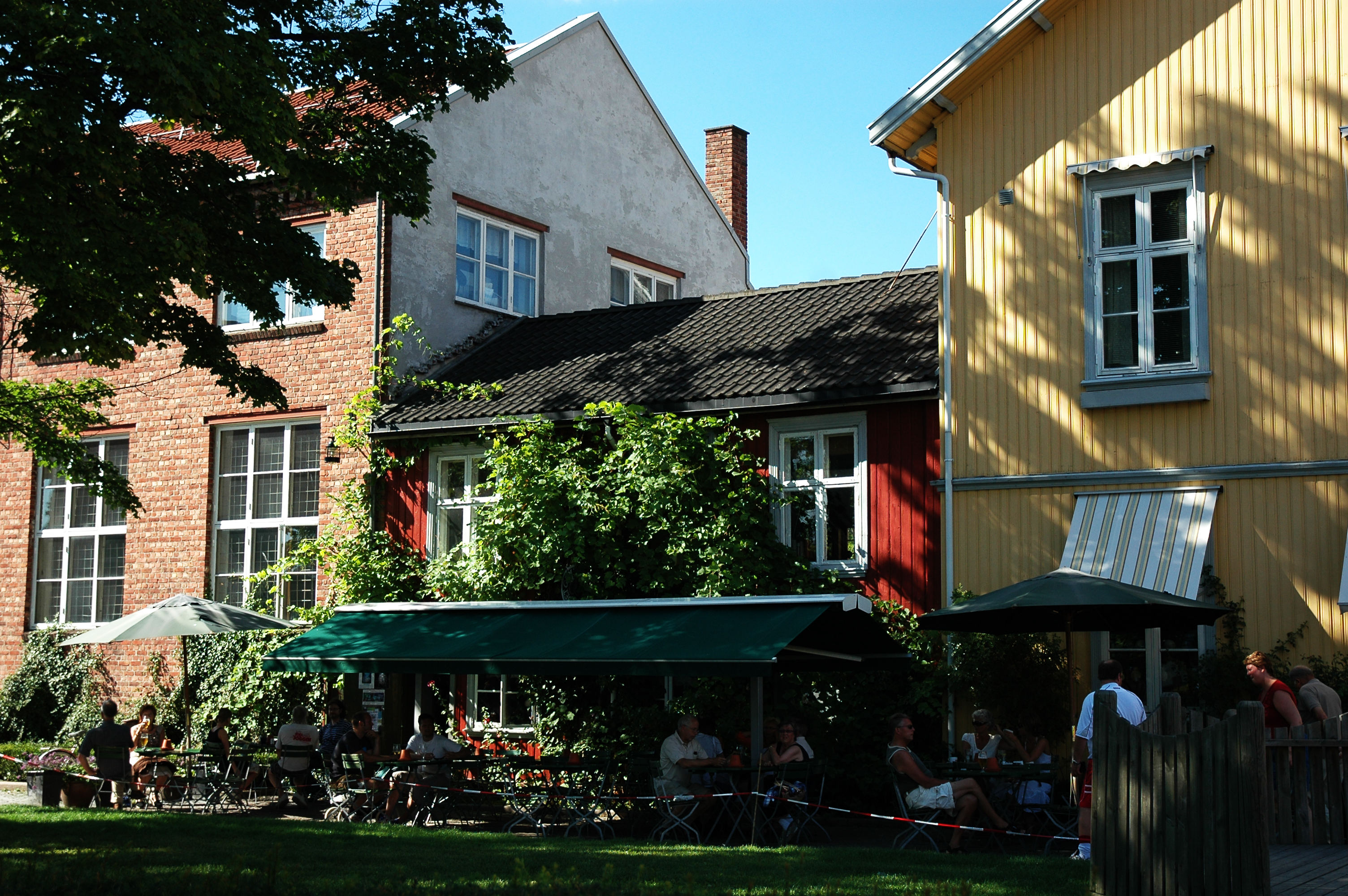
De hoofdplaats Drøbak

Ås · Asker · Aurskog-Høland · Bærum · Eidsvoll · Enebakk · Frogn · Gjerdrum · Hurdal · Jevnaker · Lillestrøm · Lørenskog · Lunner · Nannestad · Nes · Nesodden · Nittedal · Nordre Follo · Rælingen · Ullensaker · Vestby

Voormalige gemeentes: Fet · Oppegård · Skedsmo · Ski · Sørum